# Kenny Baumann
Kenneth Robert "Ken" Baumann (Urbana, Illinois, 8 de agosto de 1989) es un actor, guionista y editor estadounidense. Más conocido por haber interpretado a Ben Boykewich en The Secret Life of the American Teenager. Su primera novela, Solip, fue publicada por Tyrant Books en 2012. Posee y opera Sator Pres, una organización sin fines de lucro, y coeditó No Colony, una revista literaria, Blake Butler.

## Biografía
Ken nació en Urbana, Illinois, y creció en Abilene, Texas, donde su familia poseía y operaba un rancho de caballos miniatura y rescate de vida silvestre. Él es diagnosticado con la enfermedad de Crohn. Se casó con la actriz Aviva Farber el 16 de junio de 2012 en Malibú, California.

## Trayectoria
Ken Baumann comenzó a actuar a la edad de 11 años en Nueva York y Texas. Se mudó a Los Ángeles a los 14 años y casi inmediatamente obtuvo un papel como uno de los conductores en un piloto para Fox, al lado de Alan Ruck y Kristen Johnson, escrito por el dramaturgo Nicky Silver. Recientemente, Ken tomó la película independiente The Cottage', protagonizada por David Arquette, dirigida por Christopher Jaymes, y escrita por su amigo Nick Antosca.

## Filmografía
| Año       | Título                                   | Personaje          | Notas          |
| --------- | ---------------------------------------- | ------------------ | -------------- |
| 2003      | Riding the 9                             | Scott              |                |
| 2004      | Tojenkawa                                | Ttitiritero        |                |
| 2004      | Birdie and Bogey                         | Chico en la fiesta |                |
| 2004      | Consideration                            | Albert             | Main role      |
| 2005      | Don't Ask                                | Calvin Collins     |                |
| 2005      | Falling                                  | Pequeño Jimmy      |                |
| 2006      | Sixty Minute Man                         | Michael Hendersen  |                |
| 2006      | The Other Mall                           | Trevor             |                |
| 2006      | Wolves in the Woods                      | Peter              |                |
| 2008      | Eli Stone                                | Pete Johnson       | 1 episodio     |
| 2008      | Spring Break '83                         | Jimmy              |                |
| 2008      | Whore                                    | Kenny              |                |
| 2008–2013 | The Secret Life of the American Teenager | Ben Boykewich      | Rol principal  |
| 2009      | Here's Herbie                            | Mike               |                |
| 2010–2011 | Castle                                   | Ashley             | 3 episodios    |
| 2012      | The Cottage                              | Justin             | Rol estelar    |
| 2013      | Call Me Crazy: A Five Film               | Luke               | Rol Recurrente |

## Premios
| Año  | Resultado | Premio             | Categoría                   | Trabajo nominado                         |
| ---- | --------- | ------------------ | --------------------------- | ---------------------------------------- |
| 2009 | Nominado  | Teen Choice Awards | Choice Summer TV Star: Male | The Secret Life of the American Teenager |
| 2009 | Nominado  | Teen Choice Awards | Choice TV Actor: Drama      | The Secret Life of the American Teenager |
| 2010 | Nominado  | Teen Choice Awards | Choice TV Actor: Drama      | The Secret Life of the American Teenager |
| 2010 | Nominado  | Teen Choice Awards | Choice Summer TV Star: Male | The Secret Life of the American Teenager |
| 2012 | Pendiente | Teen Choice Awards | Choice Summer TV Star: Male | The Secret Life of the American Teenager |